# 波亚克 (康塔尔省)
波亚克（法語：Paulhac，法語發音：[pojak]）是法国康塔尔省的一个市镇，位于该省中部偏东南，属于圣弗卢尔区。

## 地名
该地名“Paulhac”发音为[pojak]（“lh”的拼写受奥克语影响）而非[polak]，根据实际发音其应译作“波亚克”（同“Pauillac”译），《世界地名翻译大辞典》与《世界地名译名词典》将其误译作“波拉克”。

## 地理
波亚克（45°0'23"N, 2°54'15"E）面积46.92 平方千米，位于法国奥弗涅-罗讷-阿尔卑斯大区康塔爾省，该省份为法国中南部省份，位于法國中央高原中心，北起科雷兹省、上盧瓦爾省和多姆山省，西接洛特省和科雷兹省，南至阿韦龙省和洛特省，东临上盧瓦爾省和洛泽尔省。
与波亚克接壤的市镇（或旧市镇、城区）包括：阿尔伯皮埃尔-布勒东、布勒宗、塞藏、屈萨克、拉韦斯内、塔纳韦勒、莱泰尔讷、瓦吕埃若勒。
波亚克的时区为UTC+01:00、UTC+02:00（夏令时）。

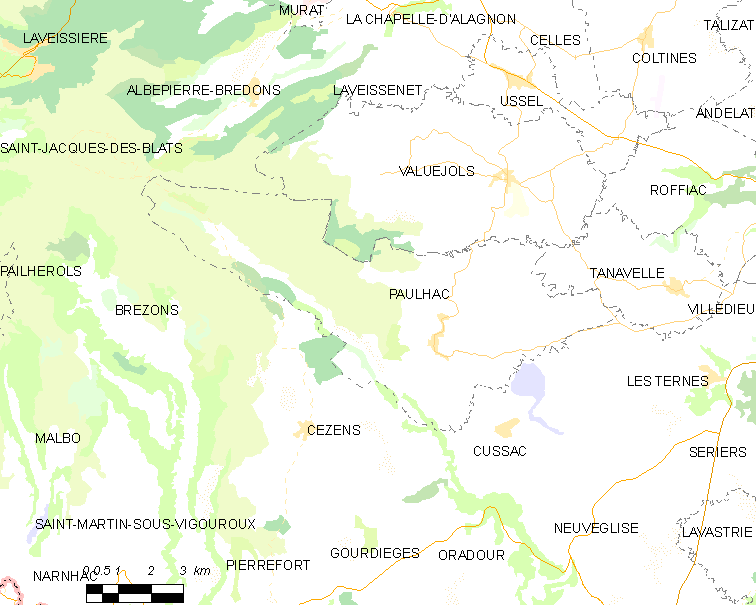
波亚克的OSM定位图

## 行政
波亚克的邮政编码为15430，INSEE市镇编码为15148。

## 政治
波亚克所属的省级选区为圣弗卢尔第二县。

## 人口

1962-2008年间波亚克人口变化图示

波亚克于2022年1月1日时的人口数量为434人。